# Embu-Guaçu
Embu Guaçu est une ville brésilienne de l'État de São Paulo.